# Albireo
Albireo (β Cyg / β Cygni / 6 Cygni) es una estrella en la constelación del Cisne. Aunque tiene la denominación de Bayer "Beta" —segunda letra del alfabeto griego—, ocupa el quinto lugar en cuanto a brillo dentro de la constelación, siendo superada por Deneb (α Cygni), Sadr (γ Cygni), Giennah (ε Cygni) y δ Cygni.
Situada en la cabeza del cisne, Albireo es también conocida como "estrella del pico".
Junto a las estrellas arriba mencionadas, forma el asterismo de la Cruz del Norte.

## Nombre
Albireo es un nombre resultante de una serie de errores y malas traducciones.
Originalmente, en los textos árabes, la estrella aparece como Al-Minhar al-Dajajah, "el pico de la gallina".
El nombre actual parece provenir de Ornis, nombre griego que designa a la constelación de Cygnus, que pasó a ser Urnis en árabe.
Al traducirlo al latín, se pensó erróneamente que dicho nombre se refería a la planta Erysimum officinale, siendo traducido con el nombre de esta planta en latín, Ireo.
Posteriormente se consideró que ab Ireo ("de Ireo") era una mala traducción de un término árabe, dando lugar al nombre actual Al-bireo.

## Características físicas

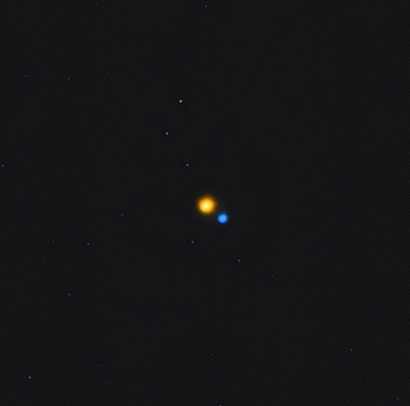
Albireo resuelta con el telescopio.

Aunque a simple vista Albireo aparece como una estrella simple, con un telescopio o unos prismáticos se resuelve en una estrella doble. De las dos componentes, separadas 35 segundos de arco, una es amarilla y tiene magnitud aparente +3,05 —Albireo A—, mientras que la otra es azul y de magnitud +5,12 —Albireo B—, ofreciendo un inmejorable contraste entre las estrellas dobles del cielo nocturno.
No se sabe con certeza si Albireo A y Albireo B forman una verdadero sistema binario; si realmente están gravitacionalmente unidas, su período orbital es de al menos 75.000 años.
Albireo A es, a su vez, una estrella binaria; su duplicidad fue descubierta por interferometría de moteado en 1976.
La componente principal de este par es una gigante luminosa naranja de tipo espectral K3 y 4.400 K de temperatura. 950 veces más luminosa que el Sol, tiene un diámetro 50 veces más grande que el diámetro solar.
Su compañera es una estrella caliente de la secuencia principal de tipo B9V y 11.000 K de temperatura. La luminosidad de esta última es 100 veces superior a la luminosidad solar.
La separación media entre ambas estrellas es de 40 UA —la órbita es muy excéntrica— y el período orbital es de cerca de 100 años.
Albireo B es similar a la componente menos brillante del par A, una estrella de la secuencia principal de tipo B8 con una temperatura de 12.100 K. 190 veces más luminosa que el Sol, gira rápidamente sobre sí misma con una velocidad de rotación de al menos 250 km/s, siendo su período de rotación inferior a 14,4 horas.
Como frecuentemente sucede en estrellas que rotan a gran velocidad, Albireo B es una estrella Be, estando rodeada por un disco de gas resultante de la pérdida de material estelar.
Albireo se encuentra a 385 años luz de distancia del sistema solar.